# 파라카스의 촛대

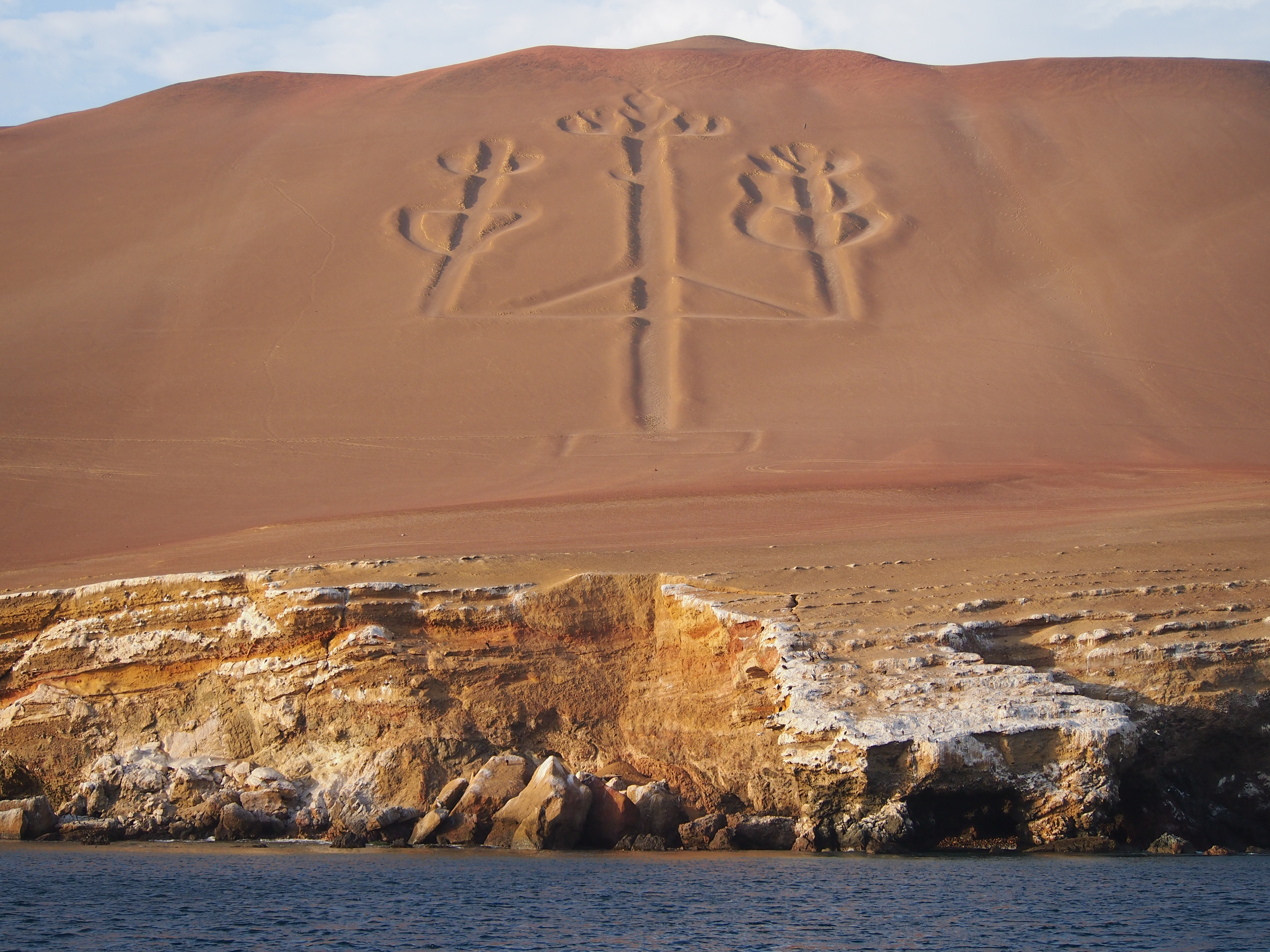
파라카스 칸델라브라

파라카스의 촛대(Paracas Candelabra) 또는 간단히 칸델라브로(El Candelabro)는 페루 파라카스 반도의 북쪽 면에서 발견된 선사시대의 지상화이다.

## 같이 보기
- 나스카 지상화
- 파라카스 문화